# Sikorsky

Sikorskys logotyp från 2022.

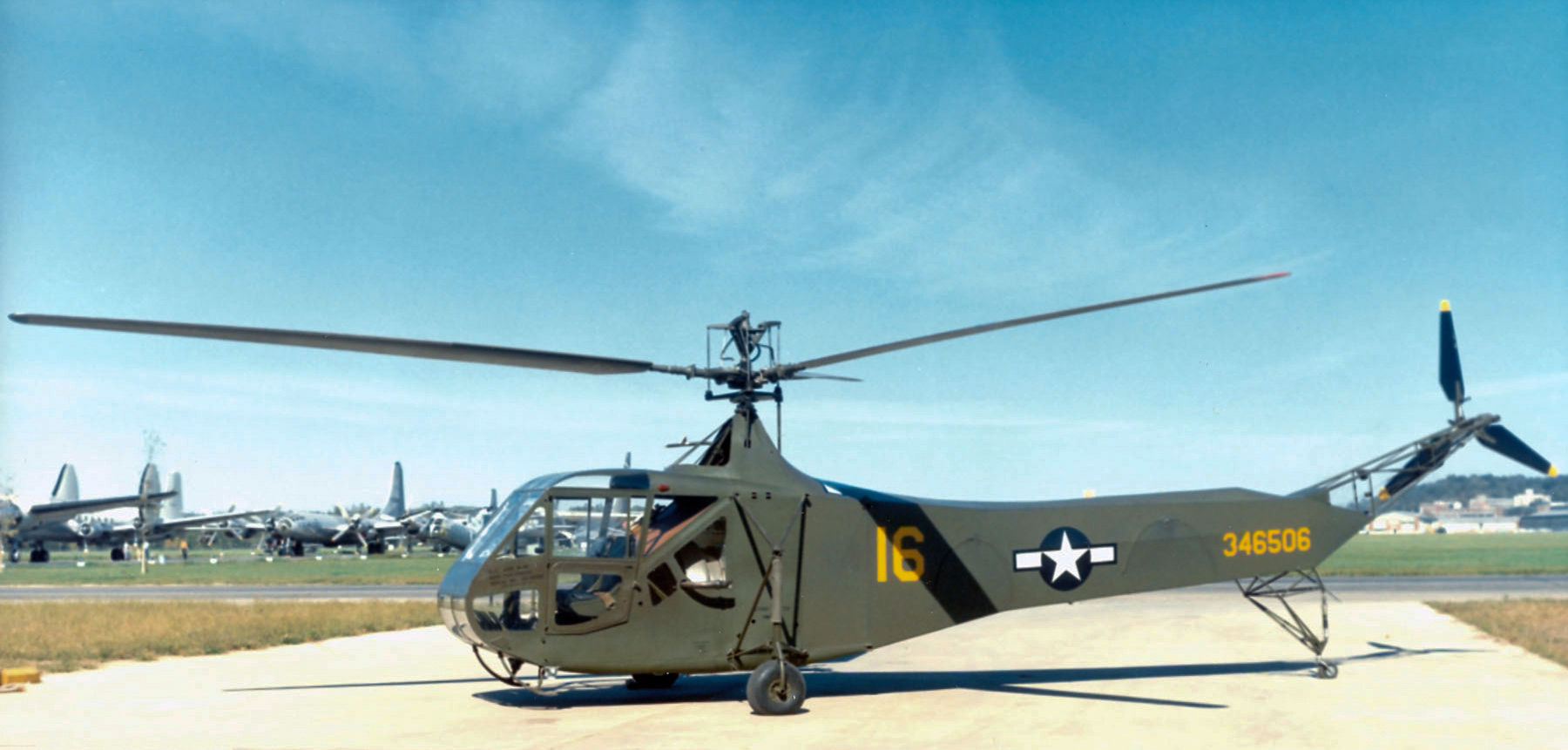
Sikorsky R4B

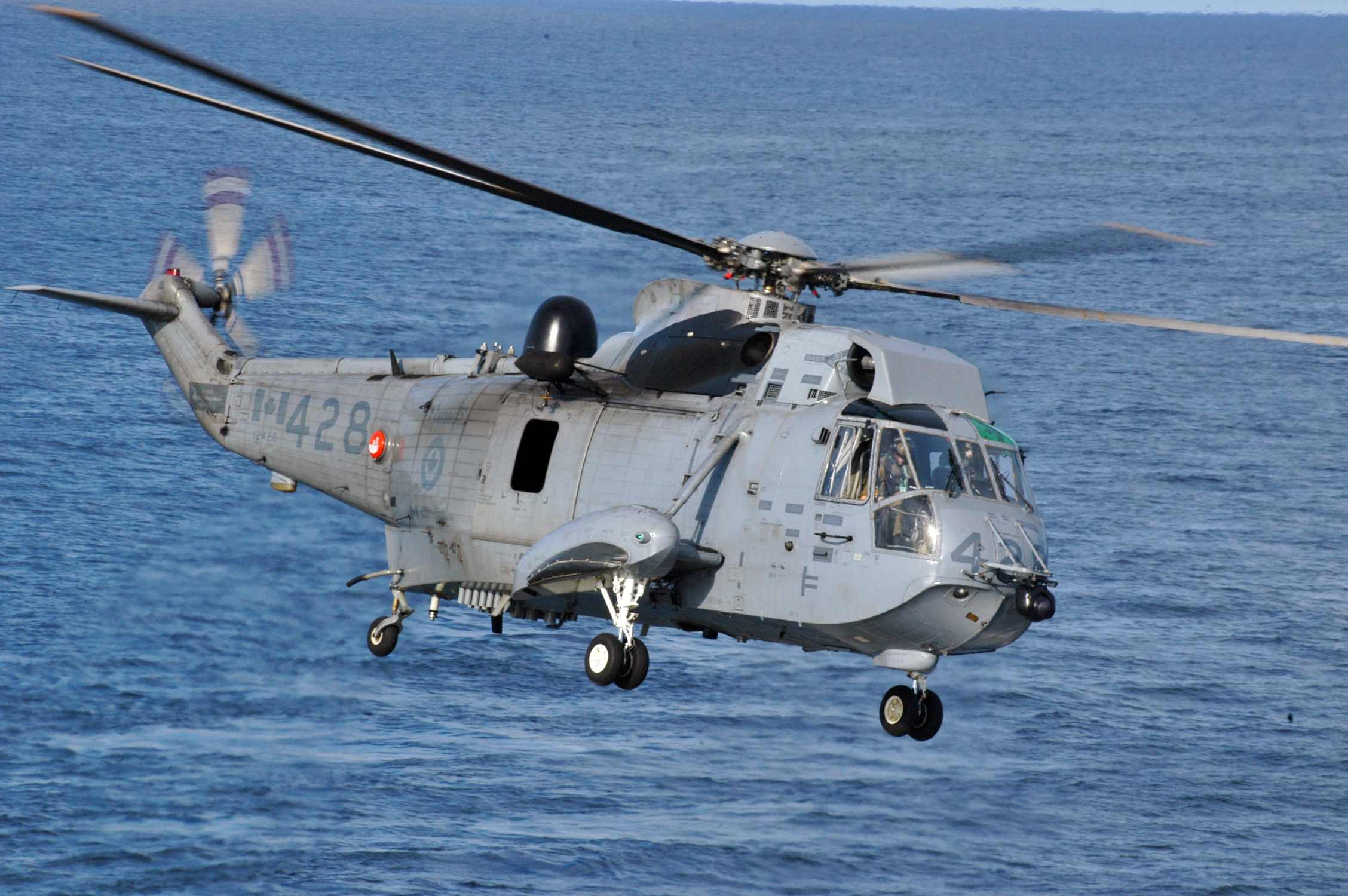
En Sikorsky S-61 ("Sea King") i Kanadas flotta.

Sikorsky Aircraft Corporation är ett amerikanskt företag som tillverkar flygplan och helikoptrar. Det grundades 1923 av Igor Sikorsky. 1942 kunde företaget börja tillverka världens första fullt fungerande enkelrotorförsedda helikopter.
Den tidigare ägaren United Technologies sålde företaget år 2015 till Lockheed Martin. Sikorsky blev omgående en del av Lockheeds dotterbolag Lockheed Martin Mission Systems and Training.

## Helikoptrar i urval
- Sikorsky R-4
- Sikorsky H-5
- Sikorsky S-55 (H-19 Chickasaw)
- Sikorsky CH-53 Sea Stallion
- Sikorsky S-61 (Sea King)
- Sikorsky S-62 (Seaguard)
- Sikorsky S-64 (Skycrane, tillverkas nu som Erickson Scycrane)
- Sikorsky S-65 (Sea Stallion)
- Sikorsky S-70 (Black Hawk, Helikopter 16)
- Sikorsky S-76 (Eagle)
- Sikorsky S-80 (Super Stallion)
- Sikorsky S-92

## Flygplan i urval

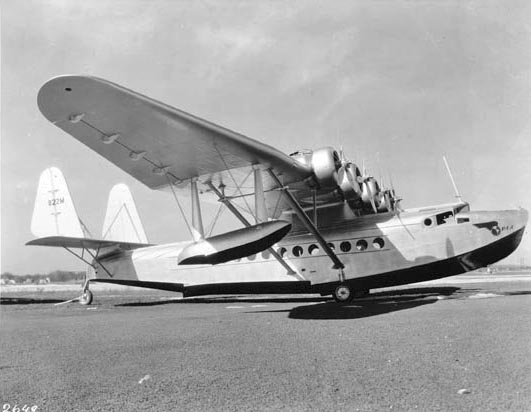
Sikorsky S-42 var ett av Pan Am:s tidigaste flygplan och användes till planläggning av en flygrutt mellan San Francisco och Kina.

- Sikorsky S-42